# نیشی شینجوکو

آسمانخراش‌های نیشی-شینجوکوی

نیشی-شینجوکو (به ژاپنی: 西新宿 Akasaka) یکی از محله‌های توکیو پایتخت ژاپن است که در غرب منطقهٔ شینجوکو واقع شده است. در حال حاضر به ۸ محلهٔ کوچکتر تقسیم شده است. شهرداری توکیو در نیشی-شینجوکو واقع شده است.

## دسترسی
- ایستگاه شینجوکو
- متروی توکیو، خط مارونواوچی، ایستگاه نیشی شینجوکو M 07
- متروی توئی، خط اوادو، ایستگاه شینجوکونیشی گوچی E 01
- متروی توئی، خط اوادو، ایستگاه توچومائه E 28

## نگارخانه

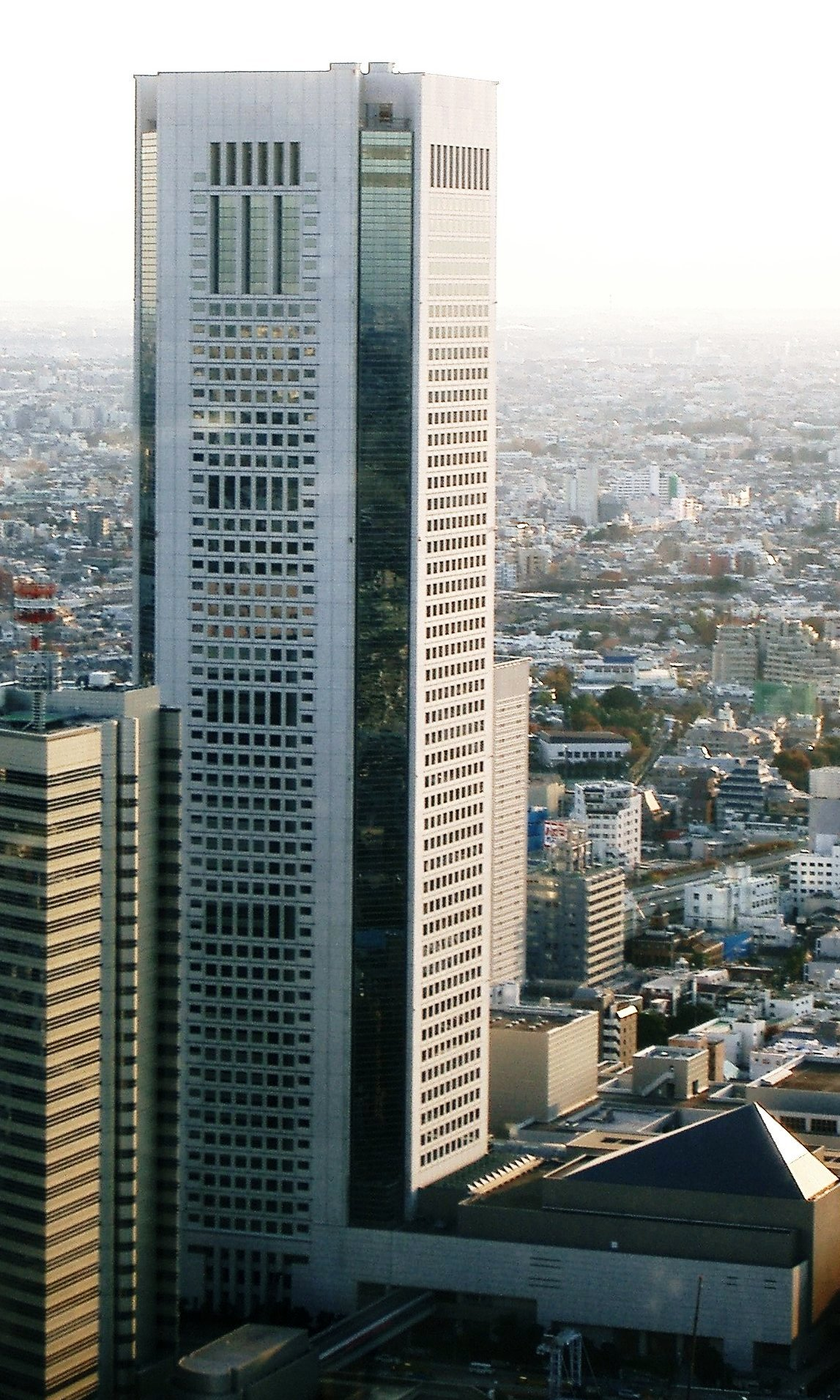
برج توکیو اپرا سیتی
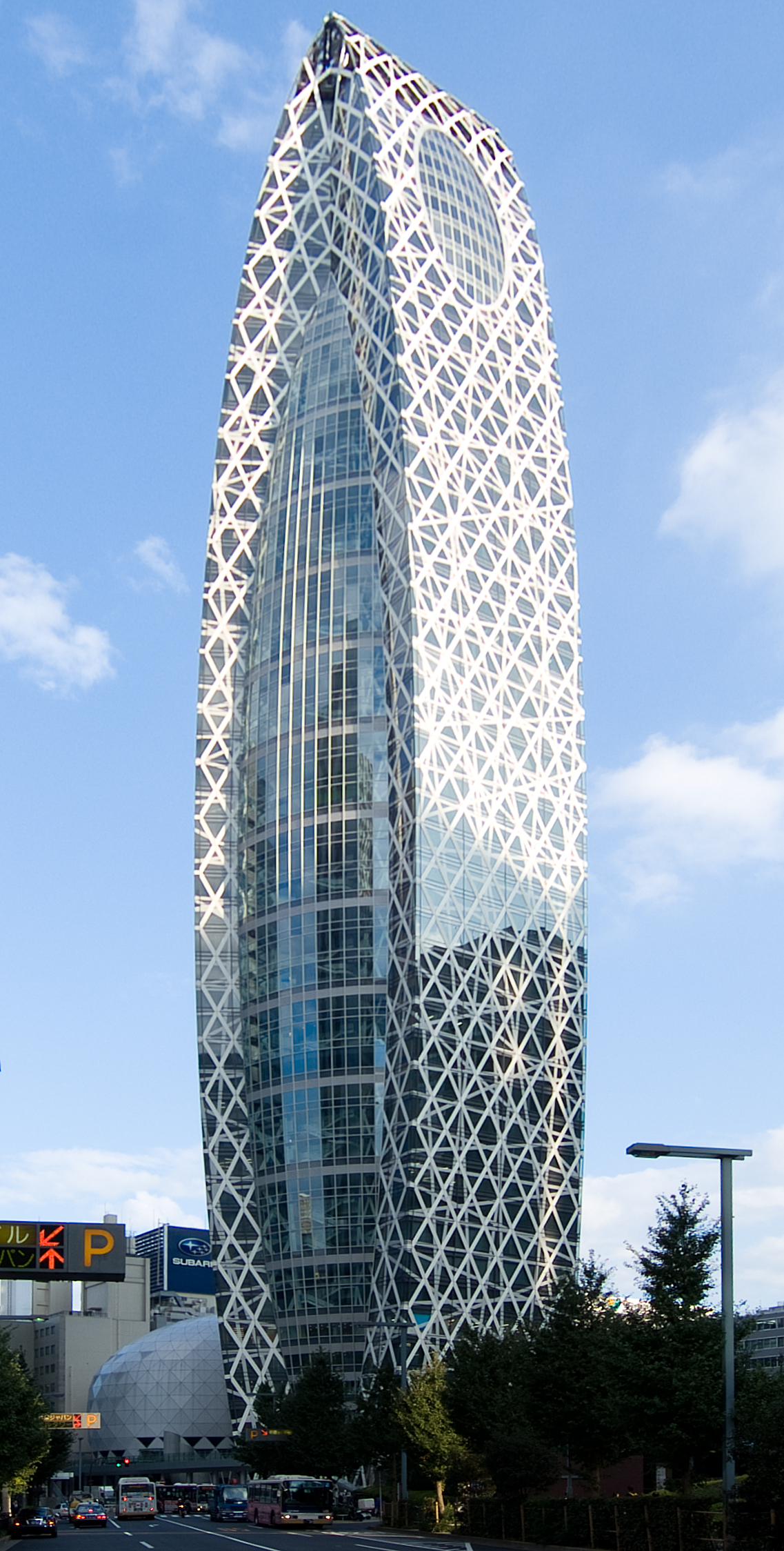
برج مد گاکوئن کوکون با ارتفاع ۲۰۴ متر
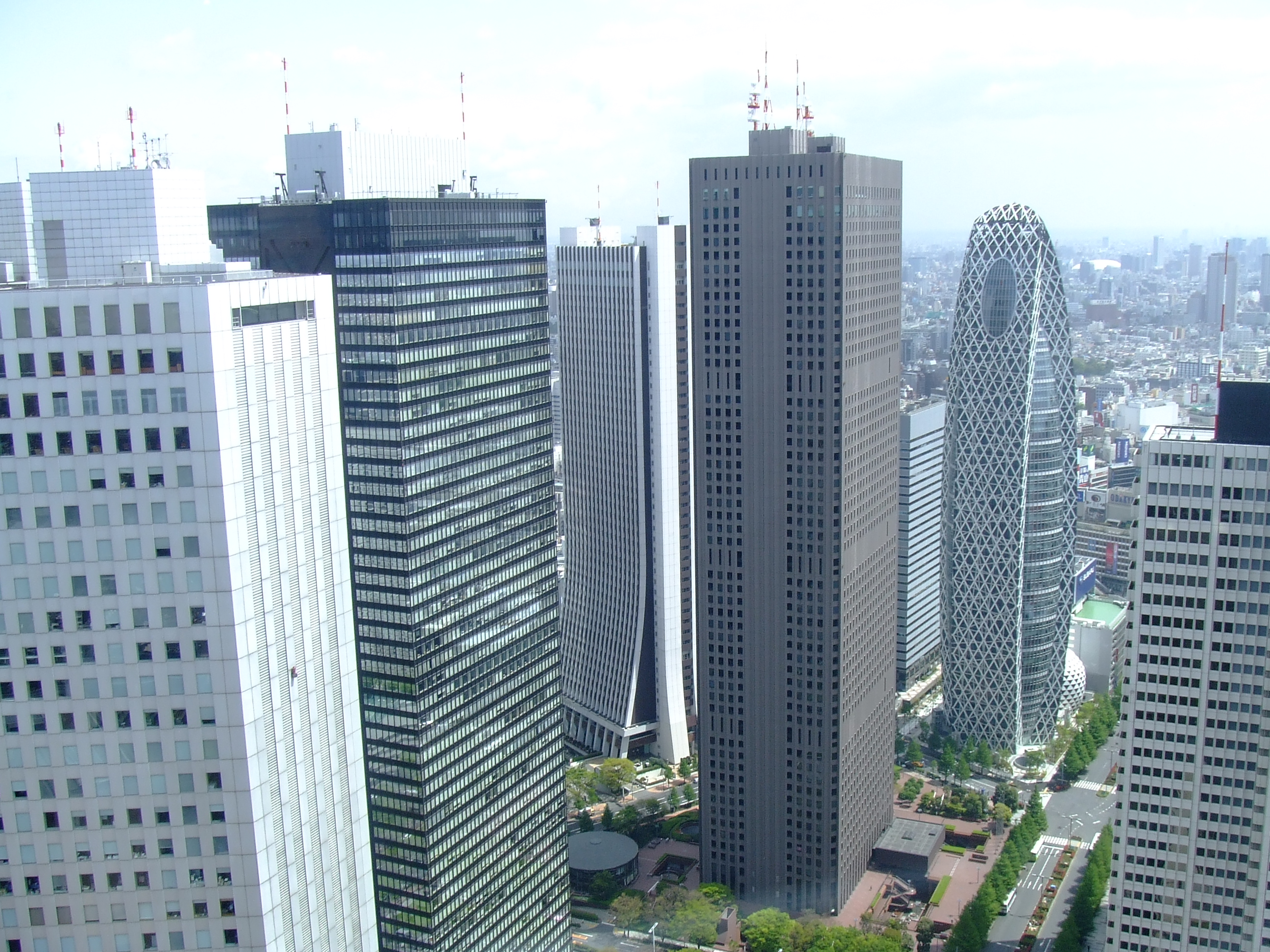
نیشی شینجوکو